# Tanzio da Varallo

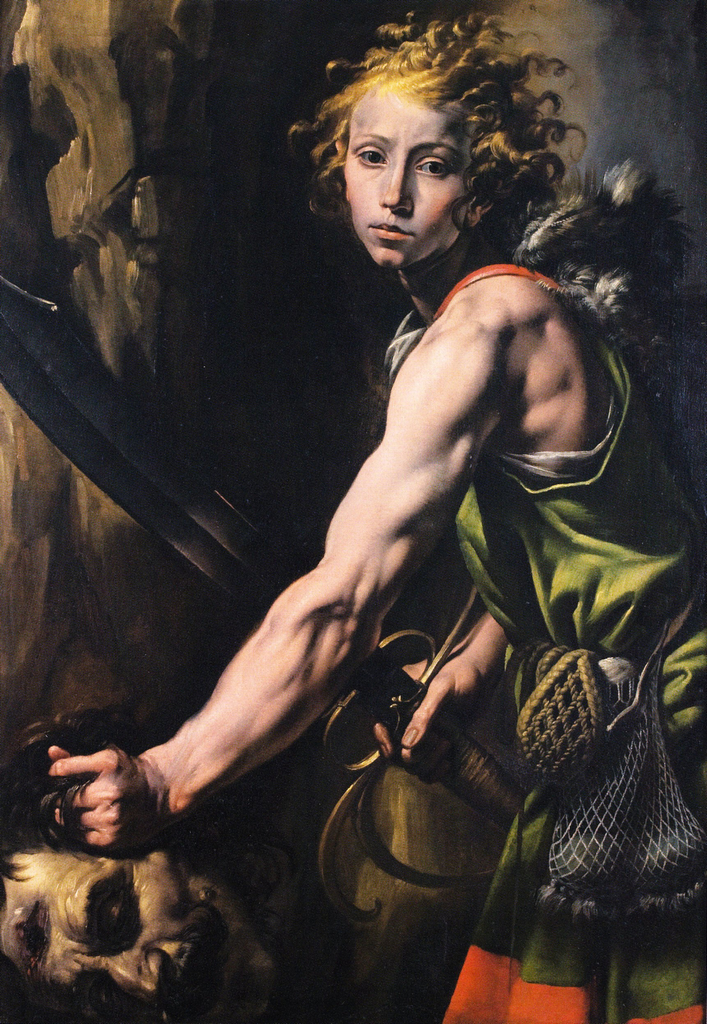
David i Goliat de Tanzio de Varallo, vers 1625 (Museo civico, Varallo)

Antonio d'Enrico (Varallo, Piemont, 1574 — 1644) va ser un pintor italià, conegut amb el nom de Tanzio da Varallo.
Pertanyent a l'Escola Llombarda, va formar-se a Roma, en una època de trànsit del manierisme cap als cànons barrocs. Es conserven obres seves a Novara, Milà, Venècia i Viena. El seu pare, Giovanni d'Enrico va destacar com a escultor.